# Kabupaten Manokwari Selatan
Kabupaten Manokwari Selatan (engelska: South Manokwari Regency) är ett kabupaten i Indonesien.   Det ligger i provinsen Papua Barat, i den östra delen av landet, 3 100 km öster om huvudstaden Jakarta.